# John B. Henderson
John Brooks Henderson (16 de novembro de 1826 – 12 de abril de 1913) foi um senador dos Estados Unidos pelo Missouri e co-autor da Décima Terceira Emenda da Constituição dos Estados Unidos. Pelo seu papel na investigação do Whiskey Ring, foi considerado o primeiro promotor especial.